# Эристов, Виссарион Сардионович
Виссарио́н Сардио́нович Эри́стов (6 февраля 1905, Тбилиси — 11 ноября 1975, Москва) — советский учёный в области гидротехники, инженер-строитель, организатор энергетического строительства. Один из ведущих специалистов СССР в области гидротехнических сооружений, в особенности подземных. Доктор технических наук (1968), профессор (1963). Лауреат Сталинской премии второй степени (1951), Заслуженный строитель РСФСР (1970).

## Биография

### Ранние годы и начало карьеры
Родился 6 февраля 1905 года в Тбилиси в семье медиков: отец был провизором, мать, Александра Григорьевна Фёдорова, — фельдшерицей. В детстве переехал с матерью в Петербург, где окончил 1-ю гимназию (позднее — 9-ю трудовую школу).
В 1928 году окончил факультет водных путей сообщения Ленинградского института инженеров путей сообщения. После окончания института был призван в Красную Армию, где получил специальность офицера-артиллериста и служил в зенитно-артиллерийской части.
Трудовую деятельность начал в 1929 году в проектном отделе Управления строительства «Днепрострой». Затем участвовал в строительстве Рионской ГЭС. С 1934 года работал заместителем начальника отдела Средне-Волжских ГЭС в институте «Ленгидропроект», одновременно преподавал в Ленинградском политехническом институте им. М. И. Калинина. В 1936 году был назначен начальником отдела Храмских ГЭС в институте «Тбилгидроэнергопроект», а в 1938 году стал заместителем главного инженера и начальником технического отдела на строительстве Храмской ГЭС № 1.

### Великая Отечественная война
С первых дней Великой Отечественной войны находился в действующей армии. Служил в артиллерии с 1941 по 1944 год, участвовал в боях на Крымском и Северо-Кавказском фронтах. В мае 1944 года после контузии был демобилизован в звании инженер-полковника (по другим данным — полковника артиллерии) по ходатайству Наркомата электростанций СССР. Был направлен на возобновление строительства Храмской ГЭС, где работал до завершения объекта в 1947 году.

### Послевоенная карьера
В 1947 году защитил диссертацию на соискание учёной степени кандидата технических наук по теме подземных сооружений. В 1948—1949 годах, работая заместителем главного инженера треста «Грузгидроэнергострой», участвовал в строительстве Сухумской и Самгорской ГЭС.
Благодаря широкой эрудиции и опыту его, как правило, направляли на «проблемные» стройки для решения сложных технических задач. Так, его предложение о замене проекта гравитационной плотины Ладжанурской ГЭС на арочную принесло значительный экономический эффект и сократило сроки строительства. С его именем также связано разрешение критической ситуации, возникшей при проходке напорного туннеля Храмской ГЭС-2.
В 1949 году был переведён в Москву на должность начальника технического отдела Главгидроэнергостроя Министерства электростанций СССР. В 1950 году назначен главным инженером строительства Главного Туркменского канала, а в 1953 году — главным инженером строительства Новосибирской ГЭС.
В 1955 году был отозван в Москву, где до 1963 года занимал руководящие посты в центральном аппарате министерства: начальника технического управления Министерства строительства электростанций СССР и главного инженера технического управления Госкомитета по энергетике и электрификации СССР. В этот период активно участвовал в решении технических проблем при проектировании и строительстве крупнейших гидроэлектростанций, в том числе Волжской, Братской, Красноярской, а также Асуанской ГЭС в Египте и Наглу ГЭС в Афганистане.

### Научно-педагогическая деятельность
С 1963 года и до конца жизни В. С. Эристов работал в Московском инженерно-строительном институте им. В. В. Куйбышева (МИСИ), где был заведующим кафедрой производства и организации гидротехнических работ. В 1963 году ему было присвоено звание профессора, а в 1968 году он защитил докторскую диссертацию.
Основные научные интересы Эристова были сосредоточены на расчёте облицовок гидротехнических туннелей, организации строительных работ энергетических объектов и разработке технологии возведения ограждающих сооружений на многоводных реках. Под его руководством было защищено 16 кандидатских диссертаций. Являлся автором около 90 опубликованных работ, включая семь монографий. Был редактором первого вузовского учебника «Производство гидротехнических работ» (1970). С 1961 по 1963 год был главным редактором, а с 1963 года — заместителем главного редактора журнала «Гидротехническое строительство», где был известен как хороший и добрый консультант для начинающих авторов.
Умер 11 ноября 1975 года в Москве. Похоронен на Химкинском кладбище.

## Научно-организационная и общественная деятельность
В. С. Эристов вёл активную научно-организационную работу, являясь членом:
- Технических советов Министерства энергетики и электрификации СССР и института «Гидропроект».
- Секций по гидротехническому строительству научно-технических советов Госстроя СССР и Минвуза СССР.
- Экспертного комитета ВАК.
- Секции по гидроэнергетике Научно-технического совета ГКНТ СССР.
- Советского национального комитета по большим плотинам.

Неоднократно выезжал в зарубежные страны и несколько раз возглавлял советские делегации на международных конгрессах и конференциях по гидротехническому строительству.
Помимо научной, вёл и политическую деятельность:
- Делегат XIX съезда КПСС (1952).
- Кандидат в члены ЦК КП Узбекистана (1950—1954).
- Депутат и член Президиума Верховного Совета Кара-Калпакской АССР (1950—1954).
- Член Бердского горкома КПСС Новосибирской области.
- Член президиума Грузинского республиканского профсоюза рабочих электростанций (1948—1949)[1].

## Семья

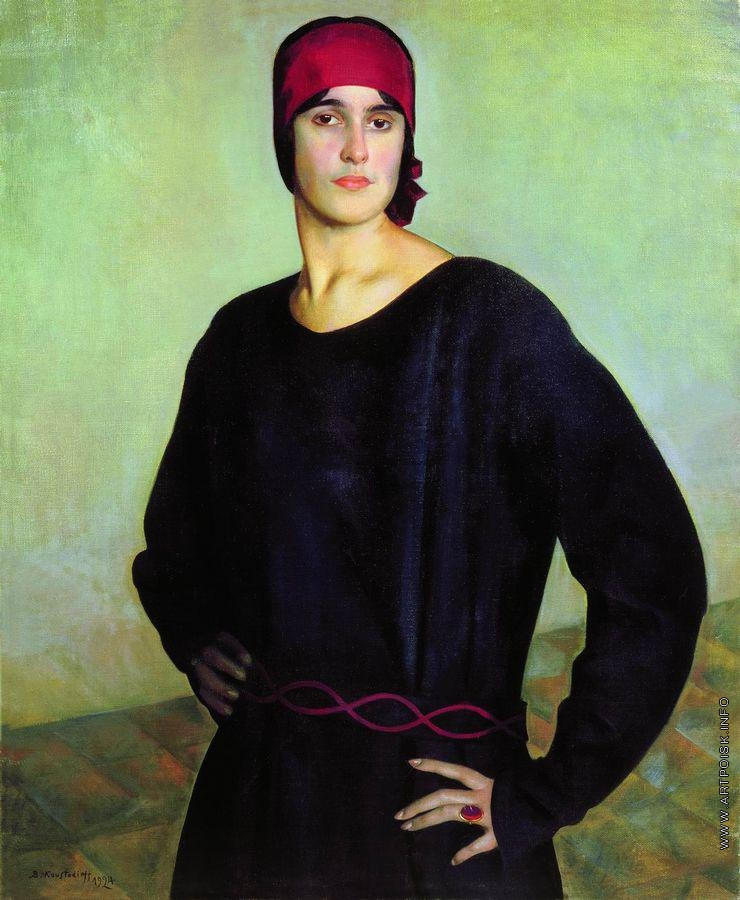
Портрет Татьяны Чижовой кисти Бориса Кустодиева

- Отец — Сардион Эристов, провизор[источник?].
- Мать — Александра Григорьевна Фёдорова, фельдшер[2].
- Жена — Татьяна Николаевна Чижова (1905—1985), дочь инженера Николая Клавдиевича Чижова (1865—1935), внучка архитектора Д. Д. Соколова[5].

## Награды и звания
- Сталинская премия второй степени (1951) — за творческие усилия в проектировании и строительстве Храмской ГЭС № 1[1].
- Заслуженный строитель РСФСР (1970)[1].
- Орден Ленина[4].
- Орден Трудового Красного Знамени[4].
- Два ордена «Знак Почёта»[1].
- Семь медалей, включая «За оборону Кавказа» и «За победу над Германией»[1][4].
- Член-корреспондент Академии строительства и архитектуры СССР (1957)[1].